# Naka (Tokushima)
Naka (那賀町?) è una cittadina giapponese della prefettura di Tokushima.